# Johnny Hallyday Lorada Tour (Bercy 1995)
Albums par Johnny Hallyday
Lorada
(1995) Destination Vegas
(1996)
Lives par Johnny Hallyday
Johnny Hallyday Parc des Princes 1993
(1993) Stade de France 98 Johnny allume le feu
(1998)
Singles
1. L'Hymne à l'amour - Lady Lucille
Sortie : 11 juin 1996
2. Tes tendres années - That's All Right Mama
Sortie : 9 septembre 1996

Lorada Tour, communément appelé Bercy 1995, est le 18e album live de Johnny Hallyday enregistré à Bercy en septembre 1995, il sort le 11 juin 1996.
L'album est réalisé par Chris Kimsey (en).

## Autour de l'album
Références originales
- double CD boitier métallique en forme de briquet Zippo : Laura Hallyday Productions - Mercury - Philips 532247-2 (tirage limité à 250 000 exemplaires)
- double CD boitier plastique : Mercury Philips 532648-2

Les CD des deux éditions portent les mêmes références : CD 1 : 532248-2 CD 2 : 232249-2
Double CD édition 2003, verion alternative avec un son remastériséMercury Universal 077 222-2
Cette réédition est la bande son du DVD Lorada Tour qui est différente de celle de l'album original : la durée des titres comme les commentaires de Johnny au public varient beaucoup. Par ailleurs, Johnny Hallyday se trompe légèrement sur les paroles de Gabrielle dans la version 1996.
De l'album a été extrait les singles
- 11 juin 1996 : CDS L'Hymne à l'amour - Lady Lucille - référence originale : Mercury Philips 578 110
- CD promo hors-commerce Mercury Universal 3357
- 9 septembre 1996 : CDS Tes tendres années - That's All Right Mama - référence originale : Mercury Philips 578 640
- CD promo hors-commerce Mercury Universal 3415

Lorada Tour est également sorti en vidéo cassette et en Laserdisc 30 cm (LDV) en novembre 1995.
Le chanteur a enregistré une version française de I'm Gonna Sit Right Down and Cry (Over You), Pleurer auprès de toi en 1965, (album Hallelujah). Il a aussi chanté une version française de Loving You, Ma vie à t'aimer en 1968 (album Jeune homme).
Hot Legs (en) est une reprise de Rod Stewart.
Les paroles de L'Hymne à l'amour ont été légèrement modifiées par rapport à la version originale d'Édith Piaf (Les paroles originelles « je me ferais teindre en blonde, si tu me le demandais » devienne alors « j'oublierai brunes et blondes, si tu me le demandais »).
Colin James (qui assure la première partie, la première semaine du spectacle de Johnny Hallyday à Bercy), accompagne le chanteur à la guitare sur O Carole et Are the Changes Gone.

## Liste des titres
L'astérisque dénote les titres inédits du récital.
| 1.  | Introduction musicale                                                  |                                         | Erick Bamy                                  |  |
| 2.  | Gabrielle (The King Is Dead)                                           | Long Chris, Philippe Larue (adaptation) | Tony Cole (musician) (en)                   |  |
| 3.  | Lady Lucille                                                           | Gildas Arzel                            | Gildas Arzel                                |  |
| 4.  | J'la croise tous les matins                                            | Jean-Jacques Goldman                    | Jean-Jacques Goldman                        |  |
| 5.  | Hot Legs (en)*                                                         | Rod Stewart                             | Rod Stewart                                 |  |
| 6.  | Diego libre dans sa tête                                               | Michel Berger                           | Michel Berger                               |  |
| 7.  | Fool For The Blues                                                     | Paul Rafferty                           | Robin Le Mesurier                           |  |
| 8.  | Oh ! Ma jolie Sarah                                                    | Philippe Labro                          | Tommy Brown                                 |  |
| 9.  | Chercher les anges                                                     | Jacques Veneruso                        | Jacques Veneruso                            |  |
| 10. | Tes tendres années (Tender Years)                                      | Ralph Bernet (adaptation)               | Darrel Edwards                              |  |
| 11. | Loving You                                                             | Jerry Leiber - Mike Stoller             | Jerry Leiber - Mike Stoller                 |  |
| 12. | I'm Gonna Sit Right Down and Cry (Over You)*                           | Joe Thomas, Howard Biggs                | Joe Thomas, Howard Biggs                    |  |
| 13. | That's All Right (Mama)                                                | Arthur Crudup                           | Arthur Crudup                               |  |
| 14. | Cours plus vite Charlie (Cut Across Shorty)                            | Long Chris (adaptation)                 | Marijohn Wilkin (en), Wayne P. Walker       |  |
| 15. | Be-Bop-A-Lula                                                          |                                         | Gene Vincent, Sheriff - Tex Davis, G. Vesta |  |
| 16. | Joue pas de rock'n'roll pour moi (Don't Play Your Rock 'n' Roll to Me) | Long Chris (adaptation)                 | Nicky Chinn, Mike Chapman                   |  |
| 17. | La musique que j'aime                                                  | Michel Mallory                          | Johnny Hallyday                             |  |
| 18. | O Carole (Carol)                                                       | Manou Roblin (adaptation)               | Chuck Berry                                 |  |
| 19. | Quelque chose de Tennessee                                             | Michel Berger                           | Michel Berger                               |  |
| 20. | Le Feu                                                                 | Michel Mallory                          | Gary Wright                                 |  |
| 21. | Fils de personne (Fortunate Son)                                       | Philippe Labro (adaptation)             | John Fogerty                                |  |
| 22. | Quand le masque tombe                                                  | Erick Benzi                             | Erick Benzi                                 |  |
| 23. | Are The Chances Gone                                                   | Sam Sheppard                            | Robin Le Mesurier                           |  |
| 24. | L'Envie                                                                | Jean-Jacques Goldman                    | Jean-Jacques Goldman                        |  |
| 25. | Requiem pour un fou                                                    | Gilles Thibaut                          | Gérard Layani                               |  |
| 26. | Dégage (Slow Down)                                                     | Long Chris (adaptation)                 | Larry Williams                              |  |
| 27. | Ne m'oublie pas                                                        | Gildas Arzel                            | Gildas Arzel-Jacques Veneruso-Erick Benzi   |  |
| 28. | L'Hymne à l'amour*                                                     | Édith Piaf                              | Marguerite Monnot                           |  |

## Les musiciens
- Direction musicale et guitare : Robin Le Mesurier
- Guitare : Shayne Fontayne
- Basse : Phil Soussan
- Orgue et piano : Jim Prime
- Claviers : Tim Moore
- Batterie : Ian Wallace
- Cuivres : Michel Gaucher, Serge Roux, Pierre Mimran
- Harmonica : Christophe Dupeu
- Choriste : Érick Bamy